# Gabriele Caccia
Pour les articles homonymes, voir Caccia.
Gabriele Giordano Caccia, né le 24 février 1958 à Milan, est un prélat italien et diplomate du Saint-Siège.

## Biographie

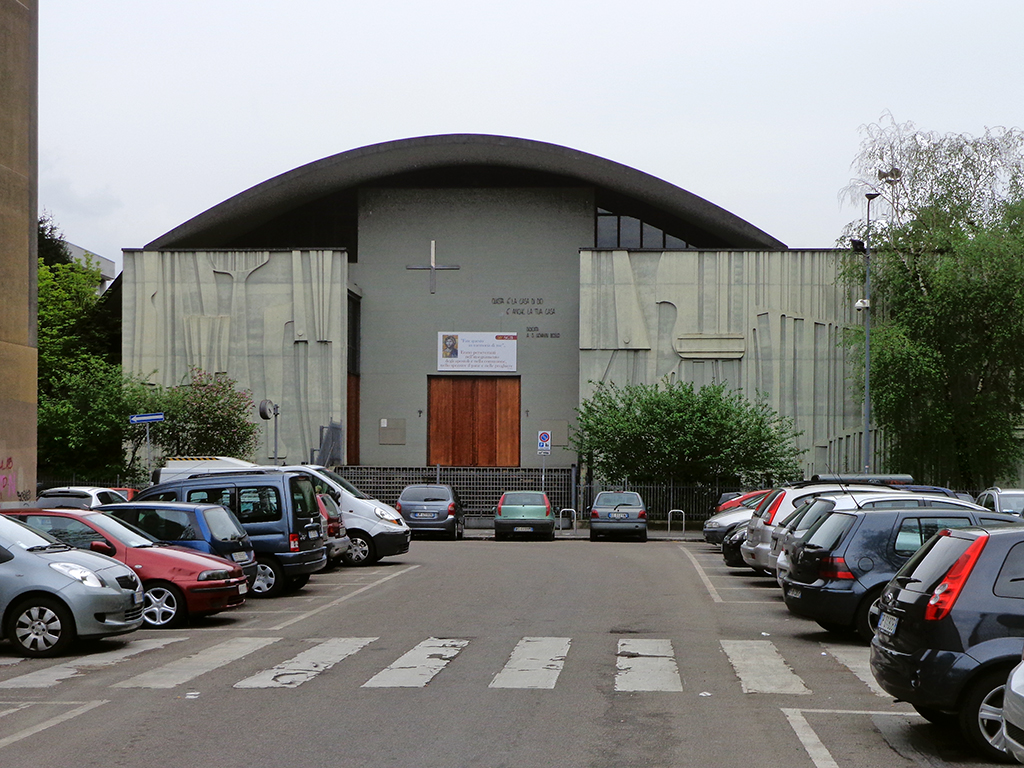
Façade de l'église Saint-Jean-Bosco.

Gabriele Caccia passe son enfance à Cavaria con Premezzo. Il est ordonné prêtre le 11 juin 1983 à Milan par le cardinal Marini avant de servir comme vicaire à la paroisse Saint-Jean-Bosco de Milan. En 1986, il est envoyé à l'Académie pontificale ecclésiastique qui forme les jeunes prêtres futurs diplomates. Il obtient un doctorat en théologie sacrée et une licence en droit canon à la Grégorienne. En 1991, Gabriele Caccia est nommé attaché à la nonciature apostolique de Tanzanie (en). Le 24 juillet 1992, il est élevé à la dignité de chapelain de Sa Sainteté. Le 11 juin 1993, il est rappelé à Rome travailler à la section des Affaires générales de la secrétairerie d'État. En décembre 2002, il est nommé prélat de Sa Sainteté et assesseur des Affaires générales où il travaille sous Leonardo  Sandri, substitut, et après 2007 sous Fernando Filoni.
Le 16 juillet 2009, Benoît XVI nomme Gabriele Caccia archevêque titulaire  (in partibus) de Sepino (de) et nonce apostolique au Liban (en). Il est consacré le 12 septembre suivant par le souverain pontife lui-même assisté du cardinal Bertone et du cardinal Levada. Le 12 septembre 2017, le pape François nomme Gabriele Caccia nonce apostolique aux Philippines (en), remplaçant Giuseppe Pinto, nommé en Croatie (en) le 1er juillet 2017. Deux ans plus tard, le 16 novembre 2019 il est transféré à New York comme observateur permanent du Saint-Siège aux Nations unies.

## Distinctions
- Prélat d'honneur de Sa Sainteté, 2002
- Officier de l'ordre de l'Étoile de Roumanie, 2004
- Grand-croix de l'ordre du Mérite de la République italienne, 2005
- Grand-croix de l'ordre du Mérite de la République fédérale d'Allemagne, 2009